# Pseudorasbora
Pseudorasbora – rodzaj ryb  z  rodziny karpiowatych (Cyprinidae). Na terenie Polski występuje czebaczek amurski.

## Klasyfikacja
Gatunki zaliczane do tego rodzaju:
- Pseudorasbora elongata
- Pseudorasbora interrupta
- Pseudorasbora parva  – czebaczek amurski[3], kiełb amurski[4]
- Pseudorasbora pumila

Gatunkiem typowym jest Leuciscus pusillus (=Pseudorasbora parva).

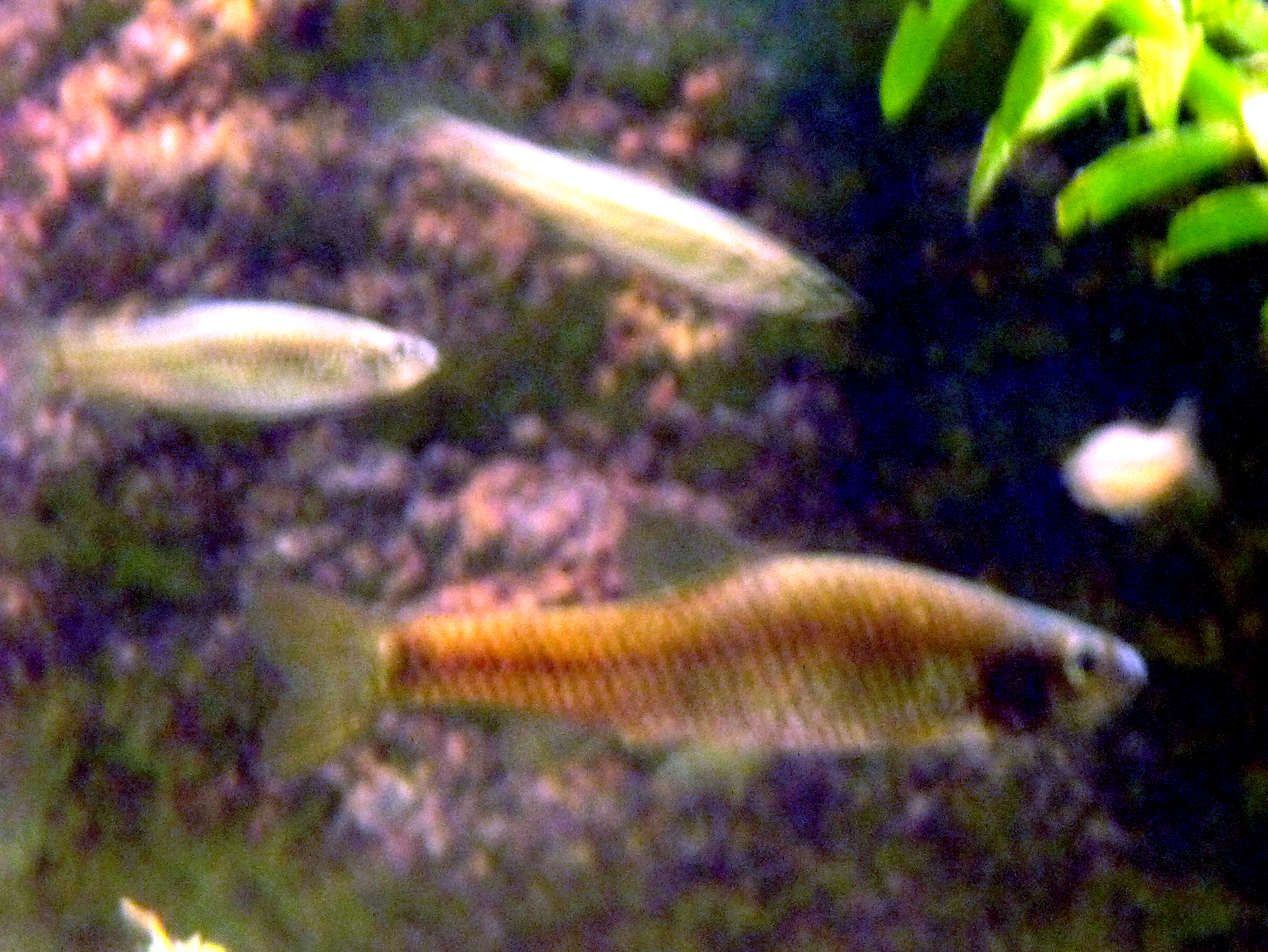
Pseudorasbora pumila